# Europees Centrum voor de ontwikkeling van de beroepsopleiding
Het Europees Centrum voor de ontwikkeling van de beroepsopleiding (Cedefop) is een agentschap van de Europese Unie, opgericht in 1975 en gevestigd in Thessaloniki (Griekenland).
Cedefop analyseert en verstrekt informatie over stelsels van beroepsonderwijs en beroepsopleiding en over beleidsmaatregelen, onderzoek en praktijken op dit gebied.
Dankzij de werkzaamheden van Cedefop kunnen deskundigen in de EU het beroepsonderwijs en de beroepsopleiding in Europa ontwikkelen en verbeteren.
Cedefop wordt geleid door een raad van bestuur waarin werknemers- en werkgeversorganisaties, de nationale regeringen en de Europese Commissie zijn vertegenwoordigd.